# Where Do We Go Now?
Where Do We Go Now? è un singolo della cantautrice statunitense Gracie Abrams, pubblicato il 13 gennaio 2023.
Si tratta del secondo singolo estratto dall'album di debutto della cantante, Good Riddance.

## Tracce
1. Where Do We Go Now? – 4:04 (Gracie Abrams, Aaron Dessner)